# Étage supralittoral
L'étage supra-littoral ou hygrohalin, appelé aussi zone supra-tidale est la partie la plus haute du littoral.

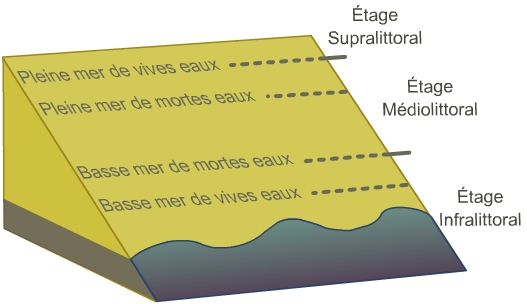
Représentation schématique des différents étages littoraux en fonction du jeu des marées. Les niveaux indiqués correspondent à des valeurs moyennes.

Cet étage est marginalement submergé aux marées d’équinoxe de vive-eau ou par les plus hautes vagues des tempêtes, mais est régulièrement soumis à l’action des vagues et est humecté par les embruns.
Cet étage qui assure la transition entre les domaines marin et terrestre est dominé par les lichens et les végétaux halophiles terrestres.

## Définition

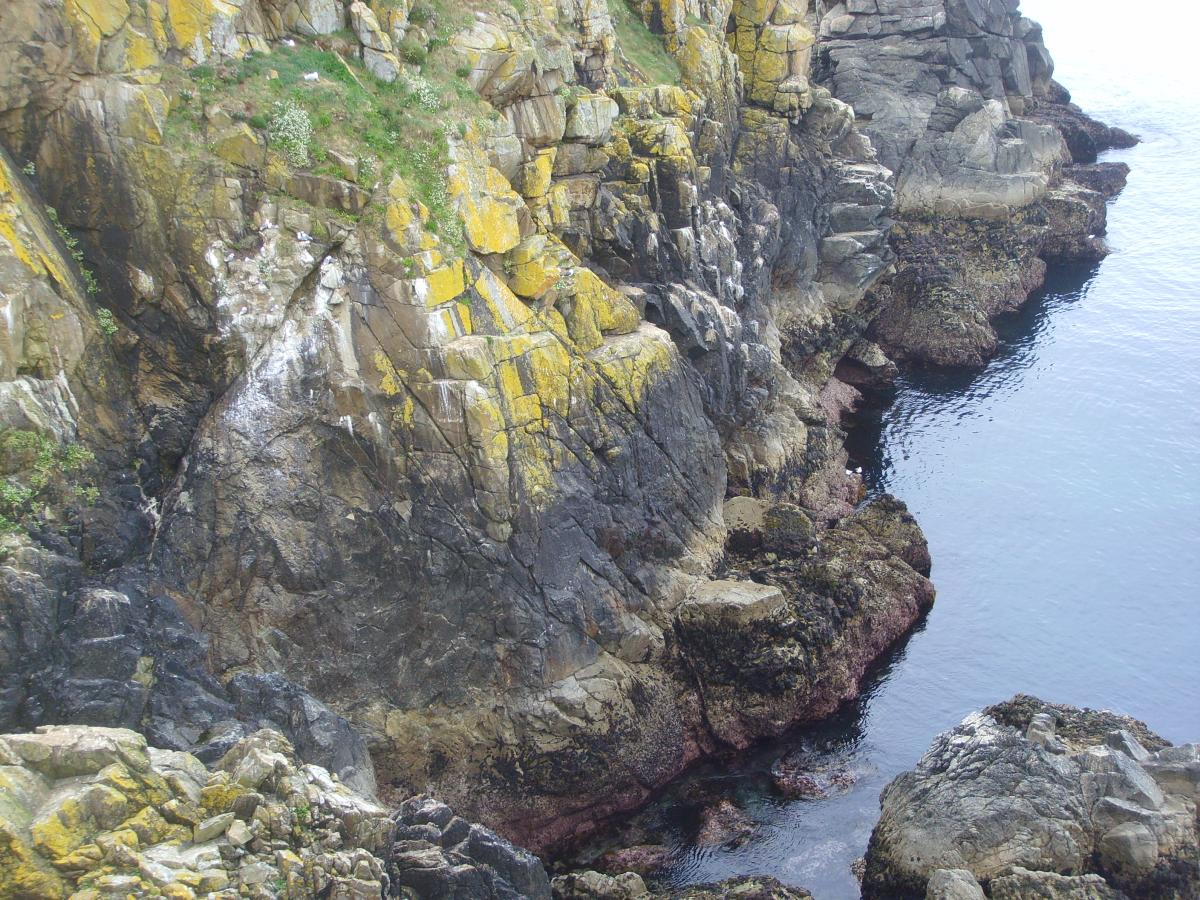
Au-dessus des ceintures d'algues et d'animaux marins (depuis le bas, la ceinture rose des algues corallines, le noir discontinu de la moulière et le gris de la ceinture des balanes), la ceinture noire dominée par Verrucaria maura et la ceinture de lichens jaune orangé marquent le passage au milieu terrestre.

Cet étage qui représente la liaison entre le milieu terrestre et le milieu marin, n'est jamais immergé (à l'exception des pleines mers de vives eaux exceptionnelles), mais reçoit des embruns, ce qui rend ce milieu très difficile pour l'acclimatation de la vie. Ce milieu est ainsi souvent réduit à une étroite bande. L’extension de cette zone d’humectation varie en fonction du mode. Elle est délimitée en mode calme ou abrité. Au contraire, en mode agité ou battu, l’étage supralittoral peut atteindre une extension verticale de plusieurs mètres, il s’étend vers le haut jusqu'à la limite extrême compatible avec l'existence d'espèces inféodées à l'ambiance marine et est limitée plus haut par les premières traces de végétation terrestre caractérisant l’étage adlittoral ou aérohalin (zone des embruns jamais submergée).
La flore et la faune de cet étage forment une ceinture de transition entre la zone de balancement des marées et le domaine terrestre.
L'horizon supérieur est caractérisé par des espèces forestières (lierre , petit houx, les pins de type Pinus radiata et Pinus pinaster) et de landes (grand ajonc, callune, bruyère cendrée).
Les horizons moyen et inférieur sont caractérisés par les pelouses aérohalines (Armérie maritime, Anthyllide vulnéraire, Trèfle de l'ouest, Carotte à gomme, Lotus corniculata, Fétuque rouge pruineuse) et les végétations chasmo-halophiles (perce-pierre, petits Statices, Spergulaire des rochers, Silène maritime, Frankénie lisse, Cransons, Inule perce-pierre, Bette maritime, Plantain corne de cerf, Sagine maritime, Orpin d'Angleterre et la fougère Asplénie maritime).
Sur les côtes d'Europe de l'Ouest et du Nord, on observe successivement, de haut en bas du substrat rocheux, trois ceintures de lichens caractéristiques : une ceinture vert pâle à gris clair de Ramaline des rochers (parfois associé à Ochrolechia parella, une ceinture à lichens jaune orangé (Xanthorie des murailles puis Caloplaque marine et Caloplaca ferruginea) et enfin une ceinture noire à Verrucaire noire (parfois parasitée par Caloplaca thallincola) qui marque le niveau des plus hautes mers. Présents à des niveaux où des algues peuvent se développer (Pelvetia canaliculata, Fucus spiralis) dans des stations bien éclairées et aérées, des lichens noirs, le lichine pygmée (sv) (associé à des balanes, des patelles) en mode battu, Lichina confinis et Hydropunctaria maura en mode abrité. Parfois les fissures des roches abritent la Littorine bleue.
Le substrat sableux est colonisé par des puces de mer et les cloportes de mer.